# Luo Rui
Luo Rui (Sichuan, 26 novembre 2005) è una ginnasta cinese.
È stata due volte campionessa nazionale con la squadra (nel 2019 e nel 2021), oltre ad aver vinto la medaglia d'argento alle parallele nel 2021.

## Carriera

### 2021
Il 18 ottobre partecipa alle qualifiche dei Campionati del mondo di Kitakyushu, accedendo alle finali alle parallele e alla trave, rispettivamente con il terzo e il primo punteggio.